# Rūd Sarāb
Rūd Sarāb (persiska: رود سراب) är en ort i Iran.   Den ligger i provinsen Khorasan, i den nordöstra delen av landet, 600 km öster om huvudstaden Teheran. Rūd Sarāb ligger 1 584 meter över havet och antalet invånare är 244.
Terrängen runt Rūd Sarāb är kuperad.Runt Rūd Sarāb är det ganska glesbefolkat, med 29 invånare per kvadratkilometer. Närmaste större samhälle är Qareh Qolī, 16,1 km sydost om Rūd Sarāb. Trakten runt Rūd Sarāb består i huvudsak av gräsmarker.